# Eutocius d'Ascalon
Eutocius d'Ascalon, parfois Eutocios, en grec ancien, Εὐτόκιος, né à Ascalon en Palestine vers 480 apr. J.-C., est un géomètre grec qui vécut à Alexandrie autour de 510 apr. J.-C. Il a laissé des commentaires pour trois traités d'Archimède. On lui doit aussi une édition des quatre premiers livres des Coniques d'Apollonius de Perge, accompagnés également de commentaires.

## L'auteur
D'Eutocius nous sont parvenus :
- trois commentaires des traités d’Archimède :
  - De la sphère et du cylindre ;
  - De la mesure du cercle ;
  - De l’Équilibre des figures planes ;
- l'édition commentée des quatre premiers livres des Coniques d'Apollonius de Perge.

Les manuscrits de ses œuvres le déclarent originaire d'Ascalon, aujourd'hui Ashkelon, en Palestine. Les quelques informations biographiques dont on dispose à son propos proviennent essentiellement des préfaces à ses commentaires.
Eutocius dédie le commentaire du traité De la sphère et du cylindre à son maître Ammonius, fils du condisciple de Proclus à Athènes Hermias d'Alexandrie, philosophe néoplatonicien comme ceux-ci, et professeur de philosophie à Alexandrie. Ammonius enseignait encore en 515 et meurt avant 526. Par ailleurs la préface montre qu'Eutocius produit ce commentaire au début de sa carrière, de même que celui du traité De la mesure du cercle, écrit immédiatement après.
Eutocius fait référence à son commentaire du traité De la sphère et du cylindre au commentaire du livre I des Coniques, qui est donc postérieur. Les commentaires des Coniques sont dédiés à un certain Anthémius, identifié depuis Heiberg à Anthémius de Tralles co-architecte, avec Isidore de Milet, de la basilique Sainte-Sophie de Constantinople dont le chantier démarre en 532. Au vu du vocabulaire et du ton employés, Anthémius est un ami et condisciple d'Eutocius alors moins avancé en mathématiques que celui-ci, voire peut-être un disciple : les commentaires des Coniques sont donc antérieurs à 532.
Ces éléments conduisent à évaluer la naissance d'Eutocius autour de 480,, avec une activité centrée autour de 510.
Le commentaire du traité De l’Équilibre des figures planes est dédié à un certain Petros (Pierre) qui est donc chrétien, et n'est pas autrement connu,. Il est postérieur au commentaire du traité De la sphère et du cylindre qu'il cite, mais n'est pas autrement datable.
Dans les manuscrits qui nous sont parvenus, les deux commentaires aux traités De la sphère et du cylindre et De la mesure du cercle mentionnent « Isidore, ingénieur mécanicien, notre maître », qui peut désigner Isidore de Milet, le co-architecte de la construction de Sainte-Sophie en 532, ou son neveu, également architecte, qui est responsable de la reconstruction de la coupole écroulée en 558. Ces mentions, qui ont autrefois conduit à dater Eutocius de quelques dizaines d'années plus tard, sont incompatibles  avec les dates déduites des préfaces, et sont forcément le résultat d'une interpolation due à un disciple d'Isidore de Milet, l'oncle ou le neveu,.
Eutocius est aussi l'auteur de scolies au livre I de la Syntaxe de Ptolémée, selon son commentaire du livre I des Coniques, scolies qui ne nous sont pas parvenues,.
Eutocius d'Ascalon pourrait être identifié à un Eutocius, philosophe néo-platonicien, qui a commenté l'Isagogè de Porphyre selon Elias,. L. G. Westerink a même supposé qu'Eutocius était le successeur d'Ammonius et le prédécesseur d'Olympiodore comme enseignant de philosophie de l'école d'Alexandrie,. Cependant le contenu des commentaires d'Eutocius est d'ordre mathématique et ne permet pas d'appuyer cette hypothèse.
Selon la tradition arabe, Eutocius se serait intéressé à l'astrologie : il aurait écrit un commentaire du livre I du Tetrabiblos de Ptolémée. Il pourrait être identifié à l'Eutocius auteur d'un traité, l'Astrologoumena, dont un court extrait est connu, un horoscope calculé pour la ville d'Alexandrie au 28 octobre 497.

## Œuvres

### Édition  desConiquesd'Apollonius et commentaire
Bien que l'édition des quatre premiers livres des Coniques par Eutocius et son commentaire nous soient parvenus séparément, ils étaient réunis à l'origine. Les commentaires suivent le texte d'Apollonius, et étaient à l'origine inscrits dans la marge du manuscrit des coniques,. L'édition des Coniques est connue par un manuscrit de la fin du XIIe siècle ou du début du XIIIe siècle, le commentaire par un manuscrit du IXe siècle.
En préambule de son commentaire, Eutocius témoigne de l'existence de plusieurs éditions des Coniques, et de sa propre méthode éditoriale, qui est, quand il doit faire un choix, de privilégier le texte le plus clair (ou qu'il considère tel),. Il reporte les variantes en commentaire.

### Commentaires sur Archimède
Les commentaires sur Archimède ont été publiés à part, en grec et en latin, en 1544 à Bâle, et reproduits dans l’édition d'Oxford. On y trouve des notions exactes sur les procédés en usage dans l’école d'Alexandrie pour les calculs numériques (la numération écrite d'Eutocius est celle des anciens Grecs). Ce texte offre un intérêt historique considérable, en ce qu'on y trouve des notions exactes sur les procédés en usage dans l'école d'Alexandrie pour les calculs numériques.
Eutocius explique longuement les règles relatives à la multiplication et à la division des nombres entiers joints à des fractions simples ; il traite bien aussi bien des racines carrées, dont Théon d'Alexandrie avait donné la règle pour leur extraction, mais sans indiquer pour leur extraction aucune autre méthode que des tâtonnements successifs que de la solution géométrique d'Archimède à certaines équations du troisième degré.
Le commentaire du second livre du Traité de la sphère et du cylindre  contient des fragments de géométrie d'anciens auteurs, fragments dont certains ne sont pas autrement connus ; ces fragments ont rapport à la solution du problème de la duplication du cube, qui se réduit à la détermination de deux moyennes proportionnelles entre deux grandeurs données, comme l'a montré Hippocrate de Chio. Le plus ancien doit être celui d'Archytas de Tarente. Un procédé utilisant un instrument, qu'il attribue à Platon, ne se trouve pas dans les œuvres de ce dernier. Il attribue à Ératosthène un autre procédé mécanique, le mésolabe, que celui-ci aurait décrit dans une lettre au roi Ptolémée III. On les trouve à la page 135 et suivantes de l'édition grecque et latine d'Archimède, donnée par Torelli (de) (Oxford, 1792) : ils sont rapportés en substance dans l'ouvrage intitulé : Historia problematis de cubi duplicatione, etc., auctore N. T. Reimer, Göttingen, 1798, 1 vol. in-8°. Le commentaire d'Eutocius sur Apollonios de Perga est joint à cet auteur dans l'édition de Halley (Oxford, 1710) ; le commentaire sur Archimède a paru seul en grec et latin, en 1544.
Eutocius commente la méthode de calcul d’Archimède pour la quadrature du cercle  : « La pratique des arts, que l'on servira toujours utilement quand, à une exactitude médiocre, on alliera une grande facilité, a adopté ce rapport, le plus exact de tous ceux qu'on puisse donner en aussi peu de chiffres. Archimède, comme nous en assure son commentateur Eutocius, se proposa ce seul objet ; sans cela, il lui aurait été facile d'atteindre par sa méthode à une plus grande précision; mais celle-ci est suffisante dans les cas les plus ordinaires, et il n'y a plus que les derniers des artisans qui l'ignorent ou qui négligent de s'en servir ». Eutocius signale, en effet, qu’Appolonius le célèbre géomètre qu’il commente donna un rapport plus approchant de la vérité que celui d'Archimède, dans l'ouvrage intitulé Okutobooz, traduit Ocytocium en latin. Et il affirme que Philon de Gadara (Apogadarôn), avait à l'exemple d’Appolonius enchéri sur le géomètre de Syracuse. L'un et l'autre, suivant le récit d'Eutocius, avaient poussé leurs approximations à de grands nombres.
Selon Khayyam, Eutocius se serait attaché à l'explication des difficultés que contiennent les Éléments d'Euclide, mais sans aborder les problèmes du cinquième postulat[réf. nécessaire]. 
Eutocius nous révèle que l'antiquité avait de laborieux approximateurs ; cela était justifié car leur Arithmétique ne leur permettait pas d'aller bien loin et il leur était absolument impossible de manier des chiffres aussi considérables que les nôtres.[réf. nécessaire]

### Intérêt pour l’histoire des mathématiques
Les commentaires sont très-précieux pour l'histoire des sciences ; ils contiennent un grand nombre de renseignements sur d'anciens géomètres aujourd'hui perdus.
Parmi les mathématiciens sur lesquels il nous donne des précisions, nous trouvons : Héron d'Alexandrie, Philon de Byzance, Dioclès.

### Éditions

#### Commentaires d'Archimède
- (grc + la) Archimède, Eutocius d'Ascalon (commentaires) et J. L. Heiberg (éditeur, préface, traducteur), Archimedis opera omnia cum commentariis Eutoci, vol. III, Leipzig, Teubner, 1915, 2e éd., réimpression avec corrections de E. Stamatis 1972 ; comprend les commentaires des trois traités d'Archimède, De la sphère et du cylindre, De la mesure du cercle et De l'équilibres des figures planes.
- (grc + la) Archimède, Eutocius d'Ascalon (commentaires) et Giuseppe Torelli (éditeur, préface, traducteur), Archimedis quae supersunt omnia cum Eutocii Ascalonitae commentariis, cum nova versione latina, Oxford, Clarendon, 1792, xxix+473 (lire en ligne).

#### Édition des coniques d'Apollonius et commentaires
- Édition critique et traduction des Coniques d'Apollonius sous la direction de Roshdi Rashed :
  - (grc + fr) Apollonius de Perge, Micheline Decorps-Foulquier (éditrice, introduction) et Michel Federspiel (traducteur) (trad. du grec ancien), Coniques, livre I, vol. 1.2, Berlin, De Gruyter, coll. « Scientia Graeco-Arabica », 2008, LXXIV+275 (ISBN 978-3-11-019937-6, lire en ligne), nouvelle édition critique du texte d'Apollonius dans l'édition d'Eutocius, accompagnée d'une traduction en français et d'une introduction.
  - (grc + fr) Apollonius de Perge, Micheline Decorps-Foulquier (éditrice, introduction) et Michel Federspiel (traducteur) (trad. du grec ancien), Coniques, livre II — IV, vol. 2.3, Berlin, De Gruyter, coll. « Scientia Graeco-Arabica », 2010, XXX+506 (ISBN 978-3-11-021722-3), nouvelle édition critique du texte d'Apollonius dans l'édition d'Eutocius, accompagnée d'une traduction en français et d'une introduction.
  - (grc + fr) Eutocius d’Ascalon, Micheline Decorps-Foulquier (éditrice, introduction) et Michel Federspiel (éditeur, traducteur), Commentaire sur le traité des Coniques d'Apollonius de Perge (livres I-IV), vol. 3, Berlin, De Gruyter, coll. « Scientia Graeco-Arabica », 2014, XCIX+279 (ISBN 978-3-11-020699-9, présentation en ligne), nouvelle édition critique du texte d'Eutocius accompagnée d'une traduction en Français et d'une introduction biographique.

### Études
- Feller, Biographie universelle ou dictionnaire historique, 1818, 1848.
- Weiss, Biographie universelle, ou Dictionnaire historique contenant la nécrologie des hommes célèbres de tous les pays, 1841 [détail de l’édition], tome 2.
- Michaud, Biographie universelle ancienne et moderne, 1843 [détail de l’édition].
- Bouillet, Dictionnaire universel d’histoire et géographie, 20e édition, 1867.
- Larousse, Grand dictionnaire universel du XIXe siècle, 1866.
- Montucla, Histoire des recherches sur la quadrature du cercle, 1831.
- Maximilien Marie, Histoire des sciences mathématiques et physiques, tome 2, 1883.
- Hœfer, Nouvelle biographie générale, tome 16, Firmin-Didot, 1856.
- Joseph Liouville, Journal de mathématiques pures et appliquées, t. XX, 1855 (lire en ligne).
- R. P. Ortolan, Savants et chrétiens, Études sur l’origine et la filiation des sciences, Delhomme, 1898.

- (en) Ivor Bulmer-Thomas, « Eutocius of Ascalon », dans Complete Dictionary of Scientific Biography, vol. 4, Détroit, éditions Scribner, 2008 (ISBN 978-0-684-31559-1, lire en ligne), p. 488-491.
- Micheline Decorps-Foulquier, « Eutocius d’Ascalon et la mesure du cercle d’Archimède », Les Études Classiques, vol. 77,‎ 2009, p. 313-332 (lire en ligne).
- Richard Goulet, « Eutocius d'Alexandrie », dans Richard Goulet, Dictionnaire des philosophes antiques, vol. 3, CNRS Éditions, 2000 (lire en ligne), p. 392-396, titre corrigé : Richard Goulet, « Eutocius d'Ascalon », dans Richard Goulet, Dictionnaire des philosophes antiques, vol. Supplément, CNRS Éditions, 2003 (lire en ligne), p. 84.
- (en) L. G. Westerink, « Elias on the Prior Analytics », Mnemosyne, Brill, 4e série, vol. 14,2,‎ 1961, p. 126-139.